# Couderay (rivière)
 (avril 2014).
La rivière Couderay est un cours d'eau qui coule dans l'État du Wisconsin aux États-Unis.

## Géographie
La rivière prend sa source dans le lac Courte Oreilles, puis traverse le comté de Sawyer avant de se jeter dans la rivière Chippewa.
La rivière s'écoule le long des villages de Couderay et de Radisson, avant de rejoindre la rivière Chippewa.

## Étymologie
Couderay est une appellation tronquée de "courte oreille". Son nom lui fut donné par les explorateurs français et coureurs des bois canadiens-français quand ils arpentèrent cette région septentrionale de la Louisiane française et des Grands Lacs, à l'époque de la Nouvelle-France. Cette région était peuplée par les Amérindiens Ojibwés. Leurs oreilles avaient dû intriguer les premiers aventuriers français par leur petite taille ou par les pendentifs accrochés à celles-ci.